# Communauté de communes Beauce et Gâtine
Die Communauté de communes Beauce et Gâtine ist ein ehemaliger französischer Gemeindeverband mit der Rechtsform einer Communauté de communes im Département Loir-et-Cher in der Region Centre-Val de Loire. Sie wurde am 18. Dezember 2000 gegründet und umfasste 18 Gemeinden. Der Verwaltungssitz befand sich im Ort Saint-Amand-Longpré. Der Gemeindeverband war nach den beiden Landschaften Beauce sowie Gâtine benannt.

## Historische Entwicklung
Mit Wirkung vom 1. Januar 2017 fusionierte der Gemeindeverband mit
- Communauté de communes du Pays de Vendôme,
- Communauté de communes Vallées Loir et Braye und
- Communauté de communes du Vendômois Rural

und bildete so die Nachfolgeorganisation Communauté d’agglomération Territoires Vendômois.

## Ehemalige Mitgliedsgemeinden
1. Ambloy
2. Authon
3. Crucheray
4. Gombergean
5. Huisseau-en-Beauce
6. Lancé
7. Nourray
8. Périgny
9. Pray
10. Prunay-Cassereau
11. Saint-Amand-Longpré
12. Saint-Gourgon
13. Selommes
14. Tourailles
15. Villechauve
16. Villemardy
17. Villeporcher
18. Villeromain